# Héraclius d'Édesse
Héraclius d'Edesse (mort en 474) est un général de l'Empire romain d'Orient, connu pour avoir participé à la campagne contre les Vandales en 468, qui se conclut par la défaite lors de la bataille du Cap Bon.

## Biographie
Héraclius est né à Edesse, en Mésopotamie. Selon Jean d'Antioche et Théophane le Confesseur, il serait le fils d'un dénommé Florus, ancien consul,.
Avant 468, il occupe probablement le titre de comes rei militaris. Il conduit une armée en soutien des Lazes, contre les Sassanides et les Ibères dans le Caucase. Néanmoins, manquant de ravitaillement, il doit se replier. 
En 468, il fait partie de l'expédition d'ampleur mené contre le royaume vandale qui occupe l'Afrique du Nord. Il mène une armée depuis l'Egypte, ayant la responsabilité d'une des trois forces qui doivent submerger les Vandales. Depuis la mer, Basiliscus mène l'armada principale, tandis que Marcellinus conduit les forces de l'Empire d'Occident. Basiliscus doit débarquer près de Carthage grâce à une flotte d'un millier de navires et faire la jonction avec Héraclius, venu depuis la Tripolitaine tandis que Marcellinus doit envahir la Sardaigne et la Sicile.
Héraclius parvient à vaincre les Vandales et occupe les cités de la région, avant de poursuivre sur Carthage. Toutefois, le souverain vandale, Genséric, trompe Basiliscus en feignant de négocier. Il s'attaque par surprise à la flotte romaine et l'anéantit, contraignant Basiliscus à se retirer vers Constantinople. Si Marcellinus est parvenu à reprendre les deux îles, il est assassiné en Sicilie, probablement à l'instigation de son rival Ricimer. Finalement, seul Héraclius est encore à la tête de son armée mais il est obligé de se replier.
En 471, il est aux côtés de l'empereur Léon Ier quand il décide d'éliminer l'influent général Aspar, d'origine germanique. En 474, sous le règne de Zénon, il occupe la fonction de maître des milices pour la Thrace. Il s'oppose notamment aux Ostrogoths dirigés par Théodoric Strabon. Fait prisonnier, il est peut-être libéré grâce à une rançon payée par l'empereur. Selon Malchos de Philadelphie, alors qu'il revient sur terres, Héraclius est tué par ses soldats à Arcadiopolis, se vengeant ainsi des abus qu'il aurait commis en tant que général. Toutefois, Jean d'Antioche rapporte qu'il est tué par Théodoric dans la péninsule de Chersonèse, en représailles de sa participation ou de son soutien à l'assassinat d'Aspar,.
Si Malchos blâme sa hâte, son impétuosité et, plus largement, son manque de discernement et de prudence, Théophane loue ses qualités de général. Un panégyrique, dont seuls des fragments ont subsisté, a été composé en l'honneur d'un général du nom d'Héraclius, qui pourrait être Héraclius d'Edesse

## Sources
- (en) Martindale, Jones et Morris, The Prosopography of the Later Roman Empire- Volume II, AD 395–527, Cambridge University Press, 1980, 1342 p. (ISBN 978-0-521-20159-9, lire en ligne).
- Vincent Puech, Les élites de cour de Constantinople (450-610), Ausonius éditions, coll. « Scripta Antiqua 155 », 2022